# Jody Miller
Pour les articles homonymes, voir Miller.
Jody Miller, née Myrna Joy Miller le 29 novembre 1941 à Phoenix en Arizona et morte le 6 octobre 2022 à Blanchard en Oklahoma, est une chanteuse américaine de country. 
Elle est principalement connue pour la chanson Queen of the House pour laquelle elle obtient un Grammy Award. Sa reprise The House of the Rising Sun en 1973 se classe 41e dans le Billboard Adult Contemporary.

## Biographie
Myrna Joy Miller est née le 29 novembre 1941 à Phoenix en Arizona, alors que ses parents partent s'installer à Oakland en Californie. Elle grandit à Los Angeles, avant de déménager à Blanchard en Oklahoma à l'âge de huit ans pour vivre avec sa grand-mère après le divorce de ses parents. Elle fréquente le lycée Blanchard et obtient son diplôme en 1959.
Elle épouse Monty Troy Brooks en 1962 et le restera cinquante-deux ans jusqu'à sa mort en 2014. En 1962, avec l'aide de l'acteur Dale Robertson qui lui obtient une audition, elle signe un contrat avec le label Capitol Records et adopte le nom de Jody Miller. Elle enregistre en 1965 la chanson Queen of the House en réponse au succès du chanteur Roger Miller King of the Road et obtient un Grammy Award en 1966. Dans les années 1970, elle rejoint le label Epic Records et obtient une série de succès dont Baby I'm Yours, There's a Party Goin' On ou encore Darling, You Can Always Come Back Home et obtient une autre nomination aux Grammy Awards pour sa reprise de He's So Fine de The Chiffons. Elle met ensuite sa carrière entre parenthèses dans les années 1980 pour se consacrer à sa famille et notamment sa fille Robin.
En 2018, elle est introduite au Oklahoma Music Hall of Fame.
Elle meurt le 6 octobre 2022 à Blanchard en Oklahoma à l'âge de 80 ans de complications liées à la maladie de Parkinson.